# Palauli
Palauli est un district des Samoa d'une population de 8 984 au recensement de 2001.

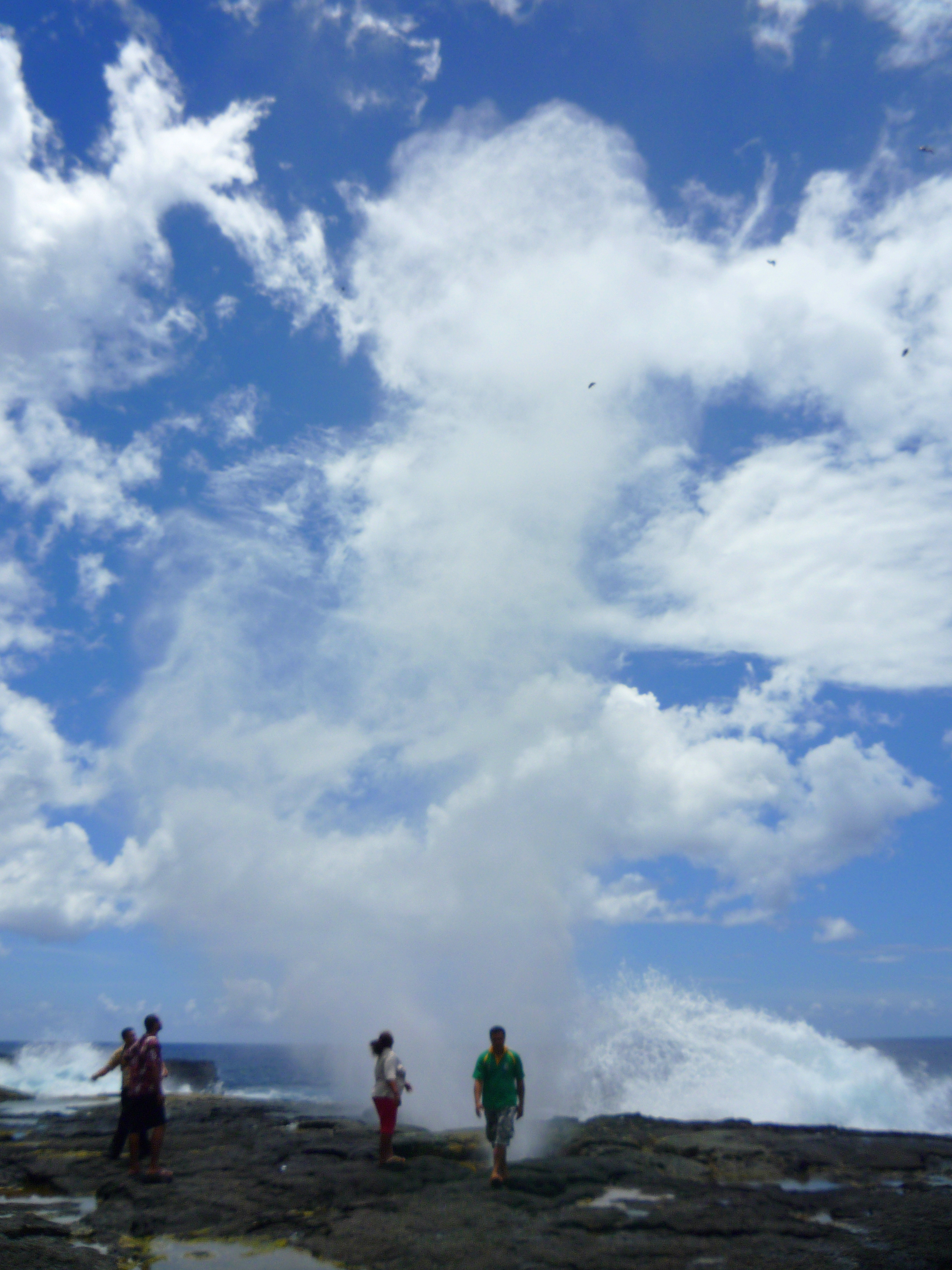
Évents de Taga sur la côte